# 목소리 (1972년 영화)
"목소리"는 1972년 공개된 대한민국의 영화이다.

## 배역
- 윤정희
- 박노식
- 이낙훈
- 김성옥
- 여운계
- 유하나
- 최향미
- 진량
- 홍성애
- 김광일
- 신찬일
- 장인환
- 김용학